# دستور سوريا
يحكم سوريا الآن الإعلان الدستوري لعام 2025 الذي صدر بعد أن وقَّع الرئيس الانتقالي أحمد الشرع على مسوّدته في 13 مارس 2025, حدَّد الإعلان مدة المرحلة الانتقالية بخمس سنوات وجاء بعد توقيف العمل بدستور عام 2012 في 29 يناير 2025، ويعد دستور عام 2012 آخر نسخة دائمة من دستور سوريا صدرت في 27 فبراير 2012، وهو خامس دستور دائم للبلاد منذ أن وُلِدَتْ الدولة السورية بمفهومها الحديث عام 1920. أعدّت دستور 2012 لجنة كلفها بشار الأسد وصُودِقَ عليه باستفتاء جرى في 26 فبراير 2012 كانت المعارضة السورية قد دعت لمقاطعته خلال الانتفاضة الشعبية منذ مارس 2011، وكان استبدال الدستور قد جاء نتيجة «حزمة إصلاحات» وعد بها بشار الأسد لمحاولة احتواء الانتفاضة. وكان معمولاً قبله بالدستور الذي صدر إبّان حكم حافظ الأسد في مارس 1973 وبطريقة مشابهة، إذ شُكِلَّت لجنة ثم جرى الاستفتاء عليه ونشر على إثره، أما دستورا 1950 و1928 فقد وضعتهما جمعية تأسيسيّة منتخبة ديموقراطيًا.
ورغم ان دستور 2012 ينصّ على الفصل بين السلطات إلا انه يؤخذ عليه ان السلطات تتداخل بشخص رئيس الجمهورية كما ذهب إليه عدد من النقاد والحقوقيين، ومن الانتقادات الأخرى الصلاحيات الواسعة التنفيذية والتشريعية وفي مجال القضاء الممنوحة للرئيس وعدم منح البرلمان صلاحيات واسعة كمنح الثقة للحكومة أو المصادقة على تعيين الوزراء وكبار الموظفين وحصر التشريع بيده بهدف تحقيق توازن السلطات ومجابهة السلطة التنفيذيّة، أيضًا فإن تطبيق الحريات العامة كما نصّ عليه الدستور فهو معرض بدوره للتشكيك، إذ أن أغلبها كان منصوصًا عليه في دستور 1973 دون أن تعرف شيئًا من التطبيق.

## التاريخ

### دستور 1920
بعد انسحاب العثمانيين من سوريا في 1 أكتوبر 1918 شكلت حكومة وطنية برئاسة علي رضا الركابي والتي كانت تنسق مع قائد جيش الثورة العربية الكبرى فيصل بن الحسين، وفي مايو 1919 وبناءً على اقتراح الأمير فيصل جرى عن طريق الناخبين الثانويين الذين انتخبوا نوّاب مجلس المبعوثان العثماني في إسطنبول عن ولايتي دمشق وحلب وفق القانون العثماني انتخاب أعضاء «المؤتمر السوري العام» أما في سائر مناطق بلاد الشام والمشمولة بولاية الحكومة نظريًا فقد اكتفي بعرائض وقّع عليها الأهالي لاختيار الممثلين، وفي 19 يونيو 1919 عقد المؤتمر السوري العام أول جلسة له وانتخب محمد فوزي العظم رئيسًا له وبعد اعتكاف هذا الأخير أصبح هاشم الأتاسي رئيسًا للمؤتمر.
في 8 مارس 1920 أعلن المؤتمر دون التنسيق مع الحلفاء «استقلال سوريا» وأعلن قيام المملكة العربية السورية وعيّن فيصل الأول ملكًا عليها، غير أن هذا الكيان لم يحظ بأي اعتراف دولي، رغم ذلك فقد شكل المؤتمر لجنة خاصة برئاسة هاشم الأتاسي مهمتها صياغة دستور المملكة وجاء الدستور باثني عشر فصلاً و147 مادة، ومن أهم ما جاء فيه أن سوريا «ملكية مدنية نيابيّة، عاصمتها دمشق ودين ملكها الإسلام»، وكفل الدستور المساواة بين جميع السوريين وحرية إنشاء الجمعيات والأحزاب والمشاركة في النشاط السياسي والاقتصادي وسلامة الأفراد وتجريم التعذيب والاعتقال التعسفي، كما نص على الحريّة الدينيّة ونشر المطبوعات ومنع النفي والعقاب دون محاكمة والسخرة والمصادرة. أما الصلاحيات، فترك الدستور للملك تشكيل الوزارة من غير أشخاص الأسرة المالكة وجعلها مسؤولة أمام المؤتمر الذي يحقّ له استجوابها وسحب الثقة منها، وحدّ من صلاحيات الملك بإلزام أي قرار يتخذه بتوقيع رئيس الوزراء والوزير المختص، وبيّن أن المؤتمر العام يتكون من غرفتين هما مجلس النواب المنتخب من قبل الشعب على درجتين ومجلس الشيوخ المنتخب من قبل مجلس النواب بمعدل ربع عدد أعضاء نواب المقاطعة الواحدة في مجلس النواب ويعين الملك نصف العدد المنتخب عن كل مقاطعة أيضًا. أما المحكمة الدستورية العليا فتتألف من 16 عضوًا نصفهم منتخبين من قبل مجلس الشيوخ والنصف الآخر من رؤساء محاكم التمييز؛ ونصّ أيضًا على أن البلاد تدار على القاعدة اللامركزيّة وأن لكل مقاطعة مجلسها النيابي وحكومتها الخاصة وحاكمها المعيّن من قبل الملك ولا يتدخل أحد بإداراتها وشؤونها الداخليّة إلا في الأمور العامة التي هي من اختصاص الحكومة المركزية.
نشر هذا الدستور في 13 يوليو، أي أنه طبّق 15 يومًا فقط، وفعليًا لم تطبق كثير من مواده المتعلقة بغرفتي المؤتمر السوري العام والمحكمة الدستورية العليا واللامركزية الإدارية بسبب تلاحق الأحداث التي بلغت ذروتها مع إنذار غورو واحتلال الفرنسيين دمشق في 25 يوليو ثم نفي الملك فيصل في 28 يوليو 1920.

### الحكم المباشر
عطل الانتداب الفرنسي على سوريا العمل بالدستور وقسموا البلاد في 1 سبتمبر 1920 إلى دويلات على أسس مذهبيّة ومناطقيّة، وبسبب غياب سلطة تشريعية كانت للوزارة التي يصادق على جميع قراراتها المفوّض الفرنسي في دمشق سلطة إصدار القوانين بين الفترة الممتدة من 1920 و1922. لم تتوقف خلال هذه الفترة المظاهرات والمطالبات بوحدة البلاد السوريّة واستقلالها وانتخاب جمعية تأسيسيّة لوضع دستور للبلاد، فاستجاب المفوّض الفرنسي هنري غورو وأعلن في 28 يوليو 1922 «القانون الأساسي للاتحاد السوري»، بمثابة الدستور الاتحادي لمقاطعات دمشق وحلب واللاذقية. ونصّ القانون على استحداث «المجلس الاتحادي» ليكون السلطة التشريعية العليا في البلاد، وهو مكون وفق القانون من 15 عضوًا، خمس عن كل مقاطعة من المقاطعات الثلاث، وله صلاحية انتخاب رئيس الاتحاد ولمدة عام واحد، ولا يجوز لرئيس الاتحاد اتخاذ أي قرار دون مصادقة المجلس، وإليه ترفع اقتراحات الحكومات الثلاثة في دمشق وحلب واللاذقية لكي يدققها ويقرّها وله وحده حق وضع بعض القوانين الهامة كالعقوبات والأحوال الشخصيّة واعتماد الموازنة العامة للدولة. علمًا أن القانون الأساسي المذكور قد صدر بقرار من المفوض الفرنسي لا عن لجنة مكلفة أو هيئة تأسيسيّة وقابله السوريون بالامتعاض لحفاظه على ثلاث حكومات لا على حكومة واحدة مع أنه لرئيس الاتحاد صلاحية تعيين مدراء مساعدين له بمثابة وزراء، كما قام المفوض بتعيين الأعضاء الخمسة عشر للمجلس الاتحاد استثنائيًا رغم أن القانون ينصّ على انتخابهم، وحسب أحكام القانون الأساسي انتخب صبحي بركات رئيسًا للاتحاد. وكما يقول يوسف الحكيم في مذكراته، فإن السوريين اعتبروا القانون الأساسي للاتحاد «خطوة أولى يجب أن تتلوها خطوات».
لم يطل عهد الاتحاد، ففي 1 يناير 1925 تم حل الاتحاد وإعلان الوحدة بين دولتي دمشق وحلب فقط في حين استمرّ فصل السويداء واللاذقية، ودعيت هذه الوحدة «الدولة السورية» وأصدر المفوض الفرنسي الجديد ماكسيم فيغان قرارًا آخر اعتبر بمثابة القانون الأساسي للدولة، نصّ على أن عاصمة الدولة دمشق ولحلب الامتياز الإداري والمالي، وأن رئيس الدولة ينتخبه أعضاء المجلس التمثيلي ويؤازره خمسة وزراء، وأن صلاحيات رئيس الدولة ظلت بموجب القانون الجديد هي ذاتها صلاحيات رئيس الاتحاد السابق، كما أفرد للمفوض الفرنسي حق التصديق على مقررات رئيس الدولة والوزراء، وأما المجلس التمثيلي فلتعذر إجراء الانتخابات اعتبر أعضاء مجلسي دمشق وحلب التمثيليين قبل الوحدة أعضاءً له ونصّ القرار على اعتبار صبحي بركات رئيسًا للدولة دون انتخاب، كما أن جميع رؤساء الدولة السورية من بعده عينوا ولم ينتخبوا لا من المجلس التمثيلي ولا من سواه.
في 21 يوليو 1925 اندلعت الثورة السورية الكبرى من السويداء وكان على رأس مطالبها وحدة البلاد السورية وانتخاب جمعية تأسيسيّة لوضع الدستور، وأدت الثورة أيضًا لاستقالة صبحي بركات وتعيين أحمد نامي رئيسًا للدولة السوريّة وفي عهده قمعت الثورة بالقوّة، وتم التوصل لاتفاق عرف باسم الداماد - دي جوفنيل، الذي نصّ على انتخاب جمعية تأسيسيّة لتحقيق الوحدة السوريّة وتحديد الانتداب عن طريق اتفاق صداقة يقرّه مجلسي فرنسا وسوريا التشريعيين بثلاثين عامًا، غير أن الفرنسيين وبعد قمع الثورة، ماطلوا في الدعوة لتنفيذ الاتفاق، واستقال أحمد نامي احتجاجًا وكلف تاج الدين الحسني برئاسة الدولة.

### دستور 1930

هاشم الأتاسي، والملقب «أبو الدستور» لترأسه لجنة صياغة دستور عام 1920، والجمعية التأسيسية لوضع الدستور عام 1928.

في 14 فبراير 1928 تم تكليف الشيخ تاج الدين الحسني برئاسة الدولة واستطاع بعلاقته الجيدة مع الضباط الفرنسيين في دمشق الدعوة لانتخابات جمعية تأسيسيّة جرت في أبريل 1928 وعقدت الجمعية التأسيسيّة أول اجتماع لها في 9 مايو 1928 في دار الحكومة وانتخبت هاشم الأتاسي رئيسًا لها بالإجماع وفوزي الغزي وفتح الله آسيون نائبين للرئيس، ويتفق المؤرخون أن الانتخابات كانت نزيهة تنافس بها قائمتان أساسيتان هما قائمة الوطنيين الأحرار وقائمة المعتدلين الموالين للانتداب، وتكونت من 68 عضوًا منتخبًا يمثلون دولتي دمشق وحلب وحدهما دون الدروز والعلويين، وانتخبت الجمعية لجنة وضع الدستور في 9 يونيو برئاسة إبراهيم هنانو وعقدت اللجنة خمسة عشر جلسة أتمّ خلالها وضع الدستور في 11 أغسطس حين تمّ التصويت عليه وإقراره في الجمعيّة.
جاء الدستور متوازنًا في الفصل بين السلطات، واعتبر سوريا «جمهورية نيابية عاصمتها دمشق ودين رئيسها الإسلام»، وأن «البلاد السوريّة المنفصلة عن الدولة العثمانية هي وحدة سياسيّة لا تتجزأ، ولا عبرة بكل تجزئة طرأت عليها بعد الحرب العالمية». النظام كما حدده الدستور شبيه إلى حد بعيد بالنظام الفرنسي آنذاك، ينتخب بموجبه رئيس الجمهورية في مجلس النواب غير أنه ليس مسؤولاً أمامه، وله صلاحية تعيين رئيس الحكومة التي يختار أعضائها رئيس الحكومة بالتعاون مع الكتل البرلمانية ويعود للرئيس حق إصدار تشكيلتها وتكون مسؤولة أمام مجلس النواب. وقد منح الدستور للرئيس حق نقض القوانين وحل مجلس النواب أو تعليق عمله «لفترة محدودة»، كما كانت من مهام الرئيس أيضًا إبرام الاتفاقيات الدولية وتبادل البعثات الدبلوماسية وتمثيل الدولة خارجيًا ومنح العفو العام، وتركت للوزارة الشؤون التنفيذية بالكامل وإن كان بعض الرؤساء الذين حكموا وفق هذا الدستور تدخلوا في الناحية التنفيذية خصوصًا شكري القوتلي. وقد حددت ولاية الرئيس بخمس سنوات ولا يجوز إعادة انتخابه إلا بعد مرور خمس سنوات على انقضاء رئاسته الأولى.
أما مجلس النواب فولايته أربع سنوات، ويجتمع دورتين في العام الأولى في شهر أيار والثانية في شهر تشرين الأول مع إمكانية الدعوة لعقد جلسات استثنائيّة بناءً على طلب رئيس الجمهورية، ويتمتع الأعضاء خلال دورات الانعقاد بالحصانة النيابية باستثناء حالة الخيانة العظمى، ويحتكر بموجب هذا الدستور مجلس النواب مهام التشريع. خلال عمل اللجنة التأسيسيّة حصلت نقاشات مستفيضة حول إذا ما كان البرلمان يجب أن يتكون من غرفتين أم من غرفة واحدة، وأفضى النقاش إلى الاكتفاء بغرفة واحدة فقط خلافًا لأغلب الأنظمة البرلمانية في العالم حيث يتكون البرلمان من غرفتين. أما النظام الانتخابي، فقد قصر الدستور حق الانتخاب على الذكور السوريين الذين تجاوزوا العشرين من العمر، كما نصّ على كون الانتخاب يتم على درجتين؛ في الدرجة الأولى ينتخب الشعب في المدن والقرى الناخبين الثانويين، وفي الدرجة الثانية ينتخب الناخبون الثانويون في المحافظة نوابها في المجلس؛ في عام 1947 عدل الدستور واستبدل نظام الدرجتين بنظام الاقتراع المباشر تحت ضغط شعبي، إذ كانت القوى السياسية تميل نحو الإبقاء على نظام الدرجتين. ولم يحدد الدستور عدد أعضاء المجلس النيابي غير أنهم عمومًا كانوا 60 عضوًا عام 1932 ثم زيد العدد إلى 90 بعد انضمام دولة الدروز ودولة جبل العلويين إلى سوريا عام 1936، ورفع العدد مجددًا إلى 124 عام 1943، وأخيرًا رفع إلى 140 عضوًا في انتخابات العام 1947 وهي آخر انتخابات تجري في ظل هذا الدستور.
ضمن الدستور استقلال القضاء وحرية المواطنين ومساواتهم أمام القانون وفي الدولة، وكفل حرية التعبير وغيرها من الحريات العامة، كما نص على احترام حقوق الطوائف السورية وكفل قوانين أحوالها الشخصية ومدارسها الخاصة، ما وجهت له انتقادات بكونه إعادة استنساخ لنظام الملل العثماني. نصّ أيضًا على تمثيل الأقليات الدينية والعرقية بشكل عادل في البرلمان وسائر مؤسسات الدولة وهو ما مهد لكون قوانين الانتخابات السورية لحظت مقاعد لمختلف الطوائف والمكونات، في الانتخابات التي جرت في ظل هذا الدستور.
أقرّت الجمعيّة التأسيسيّة الدستور المكون من 115 مادة غير أن هنري بونسو المفوض الفرنسي رفض إصداره بحجة مخالفته صك الانتداب وحقوق الدولة المنتدبة. وأصدر قرارًا بتعطيل الجمعية التأسيسيّة، وشهدت البلاد في إثر ذلك مظاهرات واضطرابات أمنيّة كان أكبرها مظاهرات 11 فبراير 1929 في حلب والتي شارك بها طلبة المدارس. دامت الاضطرابات والحراك الدبلوماسي حتى 14 مايو 1930 حين أقر بونسو الدستور بعد أن أضاف إليه المادة 116 التي تنصّ على «طي المواد التي تتعارض مع صك الانتداب حتى زواله». لم يهدأ الشارع، واعتبرت المادة مقيدة لحقوق الدولة السوريّة، رغم أن زخمها قد تراجع.
أنهي في 16 نوفمبر 1931 حكم الشيخ التاج وتشكلت حكومة مؤقتة برئاسة سالومياك نائب بونسو في دمشق مهمتها الإشراف على الانتخابات النيابية التي أعلنت نتائجها الرسميّة في 9 أبريل 1932 وانعقد أول مجلس نيابي في ظل النظام الجمهوري في 7 يونيو 1932 وانتخب صبحي بركات رئيسًا له ومحمد علي العابد رئيسًا للجمهورية. وفي عام 1936 نظمت الانتخابات النيابية الثانية في ظل الدستور وأوصلت هاشم الأتاسي لسدّة الرئاسة، وفي عام 1939 استقال الأتاسي وعطّل العمل بالدستور نتيجة الحرب العالمية الثانية حتى 1941 حين أعيد العمل بالدستور غير أنه لم تجر انتخابات وعيّن تاج الدين الحسني رئيسًا للجمهورية، وقد أجرت الانتخابات عام 1943 وأفضت لفوز الكتلة الوطنية ووصول شكري القوتلي إلى الرئاسة، وفي عام 1947 عدّل الدستور بتحويل النظام الانتخابي من درجتين إلى درجة واحدة، وعدل مرة ثانية عام 1948 للسماح بانتخاب القوتلي لولاية ثانية مباشرة بعد ولايته الأولى، وفي 30 مارس 1949 انقلب حسني الزعيم عسكريًا على الحكم المدني برئاسة القوتلي وعلّق العمل بالدستور، وسرعان ما انقلب عليه سامي الحناوي في أغسطس 1949 ونظمت انتخابات جمعية تأسيسيّة لوضع دستور جديد للبلاد.

### دستور 1950
في اليوم الثاني لانقلاب سامي الحناوي كلّف الرئيس الأسبق هاشم الأتاسي رئاسة الحكومة والتي وضعت على رأس أولياتها القيام بانتخابات الجمعية التأسيسيّة لوضع الدستور الجديد للبلاد، فأصدرت قانونًا جديدًا للانتخاب ودعت الهيئات الناخبة يوم 5 نوفمبر 1950 شاركت فيها المرأة السوريّة لأول مرّة في الاقتراع، وجاءت نتائجها بتصدر حزب الشعب النتائج. عقدت الجمعية أولى اجتماعاتها في 12 ديسمبر وانتخبت رشدي الكيخيا عميد حزب الشعب رئيسًا لها وهاشم الأتاسي رئيسًا للجمهوريّة إذ أنّ قادة الانقلاب من العسكر اكتفوا بتوجيه الجيش عن طريق وزارة الدفاع. شكلت الجمعية لجنة صياغة الدستور في 28 ديسمبر وتمثلت بها مختلف القوى السياسية والغير سياسية في سوريا.
أول العقبات التي جابهت الجمعية، الرغبة في الوحدة مع العراق من قبل رئيس الدولة وحزب الشعب وعدد من السياسيين المستقلين فضلاً عن قادة الجيش، لكن قبل إقرار الوحدة انقلب أديب الشيشكلي مانعًا أي إجراء وحدوي مع العراق، غير أنه وعلى عكس الانقلابات السابقة اكتفى بالسلطة العسكريّة ولم يتدخل بعمل السلطة السياسية. غير أن الحكومة قد استقالت وتكلفت حكومة جديدة برئاسة خالد العظم، وفي ظل هذه الظروف ولد دستور 1950.
اطلعت لجنة إعداد الدستور على خمسة عشر دستورًا أوروبيًا وآسيويًا للوصول إلى «أرقى المعايير الممكنة» كما صرح ناظم القدسي، وانتهت اللجنة من عملها في 15 أبريل، وبدأت الجمعية مناقشة المسودة في الدورة الصيفية في 22 يوليو. كانت المسودة تتألف من 177 مادة، خلال المناقشات طويت 11 مادة وخرج الدستور بصيغته النهائية مؤلفًا من 166 مادة. أكثر المواضيع التي احتدم عليها النقاش كانت موضوع إعلان الإسلام دين الدولة أو دين رئيس الدولة وانتهى الأمر بعد طول نقاش للحفاظ على صيغة دستور 1930 بكونه دين رئيس الدولة. والقضية الثانية التي احتدم عليها النقاش كانت وضع حد أعلى للملكية الزراعية في الدولة للتخفيف من سطوة العائلات الإقطاعية وحسم الأمر لترك سقف الملكية مفتوحًا بفارق صوتين عند التصويت. أما الموضوع الثالث كان حول إدراج مادة تنصّ على وقوف الجيش على الحياد دون التدخل في الحياة السياسية السوريّة الأمر الذي لم يتم إقراره، والموضوع الرابع باعتبار الجمعية التأسيسية مجلسًا للنواب بعد إقرار الدستور وهو ما تم فعلاً رغم معارضة الحزب الوطني.
لم يؤد دستور 1950 والذي يعرف أيضًا باسم «دستور الاستقلال» إلى تغييرات عميقة في بنية النظام السوري إذ حافظ على طبيعته البرلمانية وقلّص صلاحيات رئيس الجمهورية وسحب حق نقض القوانين والمراسيم منه وأمهله عشرة أيام فقط للتوقيع عليها غير أنه حافظ على اختصاصه بالتصديق على المعاهدات الدولية وتعيين البعثات الدبلوماسية في الخارج وقبول البعثات الأجنبية ومنح العفو الخاص وتمثيل الدولة ودعوة مجلس الوزراء للانعقاد برئاسته وتوجيه الخطابات للسوريين، وزاد من صلاحيات البرلمان بمنعه التنازل عن صلاحياته التشريعية للحكومة ولو مؤقتًا كما أوجب على الحكومة الاستقالة في بداية كل فصل تشريعي، وعزز من سلطة القضاء باستحداث المحكمة الدستورية العليا.
مواد الحقوق العامة في دستور 1950 تم توسيعها وصونها حتى بلغت 28 مادة تختصّ وحدها بالحقوق والحريات العامة، ومنها حصانة المنازل وحرية الرأي والصحافة والاجتماع والتظاهر والمحاكمة العادلة ومنع الاعتقال التعسفي والتوقيف دون محاكمة لفترة طويلة وحفظ حق الملكية والمشاركة في الحياة الاقتصادية وتأطير الملكية العامة للدولة وحماية حقوق الفلاحين والعمال على وجه الخصوص، وكون العمل حق لكل مواطن يجب على الدولة أن تسعى لتأمينه فضلاً عن رعاية المواطنين المرضى والعجزة والمعوقين وحماية حقوق الطوائف الدينية باتباع شرائعها من جهة وفي التعليم من جهة ثانية، كما نصّ الدستور على كون التعليم حق لكل مواطن، إلزامي ومجاني، وأوجب على الدولة إلغاء الأمية خلال عشر سنوات كما أوجب توطين البدو خلال عشر سنوات أيضًا. أقرّ الدستور رسميًا في 5 سبتمبر 1950، وقد وضع في ظروف حساسة مع احتدام الحرب الباردة ونمو فكر القومية العربية ولذلك حمل بين طياته أفكارًا من المعسكر الغربي والشرقي على حد سواء، كالملكية الخاصة مع تشريع المصادرة في بعض الحوال.
بعد الانقلاب الثاني لأديب الشيشكلي عام 1951 عطّل العمل بالدستور على خلاف انقلابه الأول الذي حافظ به على السلطة السياسيّة سالمة، ثم أصدر دستورًا جديدًا تميّز بوصفه أول دستور رئاسي للبلاد شبيه بالنظام المعمول به في الولايات المتحدة، إذ نصّ على إلغاء منصب رئيس الوزراء وكون الوزراء مسؤولين أمام رئيس الجمهورية خلافًا لما كان سائدًا في السابق من أنّ الوزراء مسؤولين أمام مجلس النواب، أما فيما يتعلق بالحقوق والحريات العامّة والتعددية السياسيّة والاقتصاديّة ودور الفقه الإسلامي في التشريع وكون البلاد جزء من الأمة العربيّة، فقد حافظ دستور الشيشكلي على نصوص دستور 1950. بموجب دستور الشيشكلي الذي طبق من 10 يوليو 1953 وحتى 26 فبراير 1954 أي ستة أشهر لا غير، ينتخب الرئيس من الشعب ويعتبر رئيسًا للوزارة ويعين الوزراء بدلاً من البرلمان مع سحب صلاحيتي انتخاب الرئيس ومنح الثقة للحكومة من البرلمان وفي المقابل تحصين البرلمان من الحل وجعله محتكرًا للتشريع ورقيبًا على الحكومة. وبشكل عام، وازن بين السلطتين التشريعية والتنفيذية. وقد وصف دستور الشيشكلي من قبل عدد من المؤرخين بالجيد والقادر على حل أزمة عدم الاستقرار الحكومي في البلاد غير أن وضعه في ظل نظام ديكتاتوري جعل من الصعب على القوى السياسية المختلفة القبول به بعد خلع الشيشكلي في 25 فبراير 1954 حين أعيد العمل بدستور 1950 والبرلمان الذي كان قائمًا والرئيس هاشم الأتاسي ريثما تتم انتخابات نيابية جديدة.
المرّة الثانية التي عطّل بها العمل بالدستور، هي بين 1958 و1961 خلال الفترة التي كانت فيها البلاد جزءًا من الجمهورية العربية المتحدة، إذ استبدل بدستور مؤقت وضعه جمال عبد الناصر، وبعد الانفصال عن الجمهورية أعيد العمل بالدستور المذكور بعد تعديلات بسيطة أدخلت عليه كالاسم الرسمي للجمهورية، وتم الاستفتاء عليه واعتماده حتى 1963 حين انقلب حزب البعث على النظام الدستوري القائم فيما عرف باسم «ثورة الثامن من آذار» والذي به تم التعليق بالدستور ولم يعاد العمل به مجددًا.

### دساتير البعث المؤقتة
كانت أولى قرارات «مجلس قيادة الثورة» برئاسة لؤي الأتاسي تعطيل العمل بالدستور واعتقال رئيس الجمهورية ناظم القدسي ورئيس الوزراء خالد العظم وفرض حالة الطوارئ التي استمرت 48 عامًا حتى رفعت في أبريل 2011. أصدر المجلس عام 1964 دستورًا مؤقتًا للبلاد، ثم عاد وأصدر دستورًا آخر في 1 مايو 1969، وأما آخر دستور مؤقت أصدره بعد وصول حافظ الأسد إلى السلطة في 9 ديسمبر 1971 واستمرّ معمولاً به حتى 1973.

### دستور 1973
شكل حافظ الأسد لجنة برئاسة محمد فاضل لصياغة «دستور دائم للبلاد» أقرّه الشعب باستفتاء يوم 12 مارس وأصدره رئيس الجمهورية في 13 مارس بمرسوم جمهوري، وفرض من خلال فكر حزب البعث على الدولة فاعتبر أن أهداف المجتمع السوري هي «الوحدة والحرية والاشتراكية» وأن البلاد جزء من «اتحاد الجمهوريات العربية» وأن «الشعب في القطر السوري جزء من الأمة العربية» ونصّ على وجوب كون الرئيس «عربيًا سوريًا» باستبعاد لباقي مكونات الشعب، ونصّب حزب البعث محتكرًا للحياة السياسية من خلال كونه الحزب القائد للدولة والمجتمع كما نصّت المادة الثامنة. وأوضح الدستور أن رئيس الجمهورية ترشحه القيادة القطرية لحزب البعث عن طريق مجلس الشعب للاستفتاء دون وجود أي مرشح آخر، واعتبر أن السياسة الاقتصادية للدولة هي سياسة اشتراكية تقوم على القطاع العام بشكل أساسي. أغلب مواد الدستور المتعلقة بالحريات العامة لم تنفذ، فرغم وجود نصوص صريحة بتحريم التعذيب إلا أنه وفي ظل سريانه أدينت الدولة السورية بارتكاب التعذيب وغيرها من انتهاكات حقوق الإنسان المحرّمة دستوريًا أيضًا كالنفي والإبعاد والاعتقال التعسفي والتنصت. كما أن هذا الدستور، ومنذ أن أقرّ وحتى أبريل 2011 طبق تزامنًا مع قانون الطوارئ في سوريا، المعلن منذ 1963، وبحسب آلان خليل فإن خمس قوانين قد منعت تطبيق الحريات العامة الواردة في الدستور وجعلتها معطلة:
- قانون الطوارئ لعام 1963 والذي يحظر التظاهر ويتيح الاعتقال التعسفي والتنصت رغم أنها جميعًا حقوق دستورية.
- قانون حماية الثورة الذي صدر بالمرسوم التشريعي رقم 6 لعام 1965.
- قانون المحاكمات العسكرية رقم 109 لعام 1968، والذي شرّع تقديم المدنيين للمحاكمات العسكرية.
- قانون إحداث محاكم أمن الدولة الذي صدر بالمرسوم التشريعي رقم 47 لعام 1968.
- قانون إعدام كل منتسب أو ينتسب للإخوان المسلمين رقم 49 لعام 1980 على خلفية أحداث الثمانينات، رغم كون «حرية الاعتقاد» من الحقوق المصونة دستوريًا.

أما صلاحيات رئيس الجمهورية فهي واسعة وشبه مطلقة وشكلت أساسًا لصلاحياته في الدستور الحالي، فهو رئيس السلطة التنفيذيّة وله سلطة إصدار التشريع منفردًا أو حجب تمرير التشريع أقره البرلمان، ورئيس المجلس الأعلى للقضاء والمعيّن للمحكمة الدستورية العليا والقائد الأعلى للجيش والقوات المسلحة وسواها من الصلاحيات كتعيين الموظفين المدنيين والعسكريين واستفتاء الشعب في قضايا تعتبر مقررة حتى لو كانت مخالفة للدستور، فضلاً عن كونه منتخب لمدة سبعة سنوات مفتوحة الإعادة والتكرار.
حافظ الدستور كما في الدساتير السابقة على اعتبار دين رئيس الجمهورية هو الإسلام وأن الفقه الإسلامي هو المصدر الرئيسي للتشريع، وأفرد فصلاً خاصًا للمبادئ الاجتماعية أوجب بها على السوريين أداء الخدمة العسكرية ودفع الضرائب وصون أسرار الدولة والوحدة والوطنية، وألزم الدولة احترام الطفولة والأمومة والشهداء وقال أنها تشجع على الادخار والزواج وترعى المواهب العلمية والفنيّة. عدل هذا الدستور مرتين، المرة الأولى عام 1981 لتغيير شكل علم البلاد من علم اتحاد الجمهوريات العربية تاركًا لرئيس الجمهورية بقانون تحديد العلم، والمرة الثانية في يوليو 2000 لتخفيض عمر المرشح للرئاسة من أربعين عامًا إلى 34 عامًا لتمكين بشار الأسد من الترشح للمنصب خلفًا لوالده. ورغم كونه قد وصف بأنه أسوأ دستور سوري، إلا أنه أطول الدساتير عمرًا إذ طبق 39 عامًا؛ لعلّ من الانتقادات البارزة للدستور ما كتبه آلان خليل بأن الدستور السوري يكرّس «النظام الاستبدادي»، وأنه لا يمكن وصفه «بالرئاسي ولا بالبرلماني» إذ إنه يتيح لرئيس الجمهورية صلاحيات مطلقة والتدخل في عمل مؤسسات الدولة الأخرى بما فيها تلك الخارجة عن سلطته نظريًا كمجلس الشعب، أو المادة التي تتيح لرئيس الجمهورية وحده إحالة الوزراء إلى المحاكمة بما فيه من تدخل بعمل السلطة القضائية التي يجب أن تتمكن بمفردها من ملاحقة المواطنين وإحالتهم للمحاكم؛ كما أن طريقة انتخاب الرئيس باستفتاء بناءً على اقتراح القيادة القطرية يلغي أي منافسة ويهمش كل ما هو غير بعثي. وما كتبه جان حبيش في تقرير «لمركز دمشق للدراسات النظرية والحقوق المدنية» وجاء فيه:

## دستور 2012

### وضع الدستور
خلال مرحلة ربيع دمشق برزت العديد من المطالب بتعديل الدستور المعمول منذ 1973 سيّما من ناحية إلغاء المادة الثامنة التي يحتكر بموجبها حزب البعث قيادة الدولة والمجتمع، غير أنّ الدعوات لم تلق أيّ تجاوب من السلطة. بعد اندلاع الانتفاضة الشعبية في 15 مارس 2011 وعد بشار الأسد بإجراء حُزمة إصلاحات وتطرق لموضوع إعادة كتابة الدستور أو تعديله خلال خطابه الثالث في 21 يونيو 2011. وفي 27 سبتمبر كشفت بثينة شعبان أن الرئيس يجري مشاوراته لتشكيل لجنة لوضع دستور وأنه سيسعى لإشراك «معارضين»، وفي 15 أكتوبر 2011 أصدر بشار المرسوم الجمهوري رقم 33 القاضي بتأليف لجنة إعادة كتابة الدستور برئاسة مظهر العنبري واضع دستور 1973 ذاته، ومكونة من 29 عضوًا، ولم تشترك فيها المعارضة السوريّة التي هي داخل البلاد ولا خارجها، واشترك بها ممثلون عن أحزاب الجبهة الوطنية التقدمية ومستقلون وخبراء حقوقيون، وحدد عمل اللجنة بأربعة أشهر.
في 15 فبراير 2012 سلّمت اللجنة المسودة إلى بشار الذي أصدر مرسومًا بدعوة الهيئات الناخبة للاستفتاء عليها في 26 فبراير في ظل دعوات المقاطعة من مختلف أطياف المعارضة، والسبب الرئيسي المعطى للمقاطعة، كان استمرار العمليات العسكريّة في مختلف المدن السوريّة وعدم إشراك جميع شرائح المجتمع السوري في صياغة الدستور. جرى الاستفتاء في 26 فبراير كما هو مخطط له، وقالت وزارة الداخلية السوريّة أن نحو 57% من الناخبين شاركوا في الاستفتاء وأنّ 89.4% أيدّوه، وفي اليوم التالي أي 27 فبراير صدر المرسوم 94 القاضي باعتماد الدستور الجديد. ونال الدستور حظًا وافرًا من الانتقاد بسبب حفاظه على أغلب بنود ومواد الدستور السابق ودعاه البعض بأنه «تنقيح للدستور» أكثر من كونه إعادة كتابة، في حين عبّرت بعض الجهات مثل «الشبكة السورية لحقوق الإنسان» الموالية للنظام أن الدستور عصري وحديث وينقل البلاد نحو الديموقراطية،. أما ردود الفعل الدوليّة على الدستور، فقد عبرت روسيا عن سعادتها في حين اعتبرت فرنسا وعدد من الدول الغربيّة أن إجراء الاستفتاء «مسخرة» في ظل العمليات العسكرية التي تشهدها البلاد.

### بنية الدستور
يتألف الدستور من 157 مادة وستة أبواب وتسعة فصول ومقدمة. الباب الأول والثاني يتعلقان بهوية الدولة والحقوق والحريات العامة، أما الباب الثالث فيتعلق بسلطات الدولة والمحكمة الدستورية العليا التي أفرد لها باب خاص في حين أفرد الباب الخامس لتعديل الدستور والباب السادس للأحكام العامة والانتقالية.

#### هوية الدولة والحريات العامة
نصّ الدستور على اعتبار سوريا «دولة ديموقراطية، ذات سيادة لا يجوز التنازل عن أي جزء من أراضيها»، وأن النظام جمهوري الحكم فيه للشعب؛ وحدد دين رئيس الجمهورية بالإسلام والفقه الإسلامي كمصدر رئيسي للتشريع، كما حدد عاصمة الدولة بمدينة دمشق واللغة الرسمية بالعربية. وقال أنّ التعددية السياسيّة والاقتصاديّة مكفولة وكذلك الحقوق الثقافية لمختلف مكونات الشعب؛ ونصّ أن من واجب الدولة حماية الأسرة ودعم الزواج وحماية الأفراد في حالات العجز، وأكّد مساواة المرأة بالرجل واعتبر جميع المواطنين متساويين أمام القانون. كما أنه أجاز المصادرة بقانون، وحدد الملكية الزراعيّة وكلا المادتين وريثتي السياسة الاشتراكية السابقة. كما تطرق في فصل خاص، للمبادئ التعليمية والثقافيّة والتربية الرياضية.
أما فيما يخصّ الحقوق العامة، فكدستور 1973 اعتبرت «الحرية حق مقدس»، وحرّم التنصّت والاعتقال التعسفي والتفتيش والنفي والتعذيب والاعتداء على حرمة الحياة الخاصة والحرية الشخصية؛ وكفل حرية الاعتقاد والعمل لقاء أجر عادل، كما كفل حرية التظاهر والاجتماع وتكوين الأحزاب والجمعيات.

#### سلطات الدولة
أول سلطة تطرق إليها الدستور هي السلطة التشريعية المنوطة بمجلس الشعب المنتخب لمدة أربع سنوات دون أن يحدد الدستور عدد أعضاءه، وفرض ان يكون نصف الأعضاء من العمال والفلاحين، وأوجب على كل نائب أن يمثل الشعب بأكمله ومنحه الحصانة النيابيّة وحق تمثيل الشعب بجميع فئاته دون أن يكون على وكالته قيد أو شرط. وفيما يخصّ تنظيم جلسات المجلس، فحدد الدستور ثلاث دورات عاديّة لا يجوز أن تقلّ مدتها عن 6 أشهر، وأوجب انتخاب المجلس الجديد قبل شهرين من موعد انتهاء ولاية المجلس القائم، وفي حال عدم انتخاب المجلس الجديد نصّ الدستور على متابعة المجلس صلاحياته حتى انتخاب المجلس الجديد. أما صلاحياته تمثلت بالتشريع والتصديق على الاتفاقيات الدولية ومنح العفو العام وإقرار الموازنة العامة وخطط التنمية وبيان الوزارة، رغم أن الوزارة لا تأخذ أي ثقة من المجلس، لكن للمجلس حجب الثقة عنها، ما يستوجب بموجب الدستور استقالتها، وإن كان من حق رئيس الجمهورية إعادة تكليف نفس شخوصها.
أما رئيس الجمهورية فهو رئيس السلطة التنفيذيّة ينتخب لمدة سبع سنوات قابلة للتمديد مرة واحدة، واشترط أن يكون سوريًا بالولادة ومن أبوين سوريين بالولادة وغير متمتع بأي جنسية أخرى وغير متزوج بغير سورية وأن لا يكون قد صدر بحقه حكم قضائي «شائن»، كما أوجب أن يكون المرشح حاصلاً على توقيع 35 نائبًا من مجلس الشعب للترشح؛ أما الدعوة للانتخابات فتتم عبر رئيس مجلس الشعب الذي يدعو للانتخابات الرئاسيّة خلال فترة شهرين إلى ثلاث أشهر من ولاية الرئيس القائم، ويعتبر فائزًا من يحصل على الأغلبية المطلقة سواءً من الدورة الأولى أو بعد دورة الإعادة، وكحال مجلس الشعب ففي حال عدم انتخاب الخلف يستمرّ الرئيس المنتهية ولايته على رأس السلطة حتى انتخاب خلفه، كما اعتبر الدستور رئيس الجمهورية غير مسؤول عن أعماله في إطار ممارسة صلاحياته التي نصّ عليها الدستور إلا في إطار «الخيانة العظمى» أما صلاحياته فهي:
| - تسمية نوابه وإعفائهم وتفويض بعض صلاحياته لهم. - تسمية رئيس الوزراء والوزراء ونوابهم، وقبول استقالتهم وإقالتهم. - رسم السياسة العامة للدولة بالتعاون مع مجلس الوزراء المعين من قبله. - إصدار القوانين وردها إلى مجلس الشعب، فإذا أعاد المجلس إقرارها بأغلبية الثلثين اعتبرت نافذة دون توقيعه. المادة لم تحدد مدة بقاء القانون لدى الرئيس دون ردّ أو إصدار قبل اعتبارها نافذة. - إعلان الحرب والسلم والتعبئة العامة. - إعلان حالة الطوارئ وإلغائها لمدة مفتوحة، بمرسوم يقرّه مجلس الوزراء. - اعتماد السفراء الأجانب وتعيين السفراء السوريين لدى الخارج. - قيادة الجيش والقوات المسلحة بما فيها إصدار جميع «القرارات والأوامر اللازمة لممارسة هذه السلطة». - تعيين الموظفين المدنيين والعسكريين. - رئاسة المجلس الأعلى للقضاء. - إبرام المعاهدات والاتفاقيات الدولية. | - إصدار العفو الخاص ومنح الأوسمة ومخاطبة الشعب. - حل مجلس الشعب. - اقتراح القوانين. - إعداد وإصدار القوانين خارج دورات انعقاد مجلس الشعب أو أثناء انعقادها «في حالات الضرورة» على أن يكون للمجلس حين انعقاده إلغائها، فيما يعرف باسم «المراسيم التشريعية». - جميع الإجراءات السريعة التي يراها مناسبة في حال تعرض البلد للخطر. - تشكيل اللجان والجمعيات الخاصة. - استفتاء الشعب، ولا يجوز للمحكمة الدستوريّة العليا الاعتراض حتى لو كان موضوع الاستفتاء مخالفًا للدستور. - تعيين أعضاء المحكمة الدستورية العليا، التي من واجباتها محاكمته. - إحالة الوزراء إلى المحاكمة. - اقتراح تعديل الدستور، بناءً على طلبه أو ثلث أعضاء مجلس الشعب. |

أما الوزارة، فإنها مسؤولة أمام رئيس الجمهورية ومجلس الشعب، وعلى خلاف دستور 1973 فقد نصّ الدستور الحالي على أنه من واجب الوزارة القسم أمام رئيس الجمهورية؛ وقد حدد الدستور الشروط الواجبة في الوزير كعدم جواز الجمع بين الوزارة وعضوية مجلس إدارة إحدى الشركات بيد أنه فسح المجال أمام الجمع بين عضوية الوزارة والنيابة. كما نصّ على أن الوزارة تعتبر مستقيلة لدى بداية ولاية رئيس الجمهورية ومجلس الشعب وعند استقالة رئيسها أو أغلبية أعضائها، وبيّن أن الوزير هو المسؤول عن وزارته. أما صلاحيات مجلس الوزراء مجتمعًا، فهي اقتراح القوانين بما فيها حصر اقتراح الموازنة العامة للدولة، وإقرار الخطط الاقتصادية وإصدار القرارات الإدارية في تنفيذها وتوجيه عمل الوزارات وإقرار المعاهدات الدولية وعقد القروض ومتابعة تنفيذ القوانين. في ختام فصول مناقشة سلطات الدولة، هناك ذكر للوحدات الإدارية التي تتبع مبدأ اللامركزية الإدارية والمعروفة في سوريا باسم المحافظات.
أما السلطة القضائية، فقد نص الدستور على استقلالها وقال أن الأحكام تصدر «باسم الشعب العربي في سوريا»؛ أما المحكمة الدستورية العليا فلها الاعتراض على القوانين ومشاريع القوانين والمراسيم التشريعية التي تخالف الدستور والبت بطعون انتخاب رئيس الجمهورية وأعضاء مجلس الشعب ومحاكمة رئيس الجمهورية في حال ثبوت «خيانته العظمى». أما تعديل الدستور، فبعد اقتراحه من قبل رئيس الجمهورية أو ثلث أعضاء مجلس الشعب يجب إقراره بأغلبية ثلاثة أرباع المجلس ليعتبر مقرًا، ونصّت المادة 155 ضمن الأحكام العامة والانتقالية أنه لا تحسب دورتي الرئيس الحالي ويحقّ له الترشح مجددًا لدورتين وأوجبت تعديل القوانين المخالفة لأحكام هذا الدستور خلال ثلاث سنوات، وإجراء انتخابات لمجلس الشعب خلال ثلاثة أشهر.

### الجدل والانتقاد
وجّه الكثير من النقد للدستور ، ليس فقط من ناحية طريقة إعداده وتوقيت الاستفتاء عليه، بل لمواد الدستور بحد ذاتها أيضًا. فالمادة 155 أتاحت للرئيس الحالي بشار الأسد الترشح لدورتين إضافيتين أي لم يتم احتساب دورتيه التي قضاهما فعلاً وهو ما اعتبرته المعارضة السورية «تفصيل الدستور على مقاس الرئيس» سيّما أنه في حالات مماثلة كفرنسا دخل تحديد ولاية رئيس الجمهورية بدءًا من الرئيس القائم. أيضًا فإن طريقة ترشيح الرئيس بحصرها بموافقة 35 نائبًا من مجلس الشعب دون سواه نالت الانتقاد فمن وجهة نظر المحامي خليل متري تؤدي إلى ابتزاز بمختلف الأساليب من قبل الأعضاء لمنح تواقيعهم وهو ما يعزز الفساد، كما أنّ عدم وجود بدائل بتواقيع أعضاء مجالس البلديات أو عرائض تحوي توقيع الأهالي للمرشح كما هو الحال في عدد من الدول ذات النظام الرئاسي يؤدي إلى عدم وجود مرشحين مستقلين، فضلاً أن الأحزاب التي تحصل على أقل من 35 مقعد لا يمكنها تقديم مرشح منفرد عن الحزب بينما في دول مجاورة كمصر يكفي لأن يكون لكل حزب مقعد واحد في مجلس الشعب ليقدم من يراه مناسبًا لمنصب الرئاسة.
كما أن تحديد دين رئيس الجمهورية بالإسلام نال النقد رغم كونها من المواد المتوارثة منذ دستور 1920، وذهب المحامي متري أنها تخالف بند المساواة بين جميع المواطنين في الحقوق والواجبات كما نصّ عليه الدستور نفسه، سوى ذلك فإن وصول مسيحي للرئاسة لا يمكن أن يتم دون موافقة أكثرية البلاد المسلمة، فإن كانت الأكثرية راضية عن دعم مرشح مسيحي للوصول إلى الرئاسة أين تقع المشكلة في ذلك، كما تسائل متري، وآخرين. كما أن الدستور وضع من شروط الترشح أن يكون المرشح مقيمًا في سوريا عشر سنوات متواصلة وغير مدان من قبل، ما وجد أنه إقصاء لأغلب رموز المعارضة السوريّة التي نالت إما السجن في الداخل أو اضطرت للسفر للخارج. فضلاً عن صلاحيات الرئيس الواسعة والمفتوحة في بعض الحالات «الطارئة» نالت قسطًا وافرًا من النقد سيّما أنها تضرب برأي بعض الحقوقيين مبدأ فصل السلطات الذي ورد في الدستور نفسه؛ فبموجب الدستور الحالي يعيّن الرئيس المحكمة الدستورية العليا التي تتولى شأن محاكمته، وله حلّها، كما له تعيين وحل الحكومة وحل مجلس الشعب وتولي مهام التشريع من خلال المراسيم التشريعية خارج انعقاده. كما أن فترة إيداع القوانين لدى رئاسة الجمهورية دون ردها أو إصدارها صمت الدستور عنها ما يعني إمكانية عدم إصدار الرئيس لأي قانون لا يريده وعدم رده إلى مجلس الشعب في حال كان ثلثا المجلس موافقًا عليه، وهو الحد اللازم لإلغاء نقض الرئيس. كما أن قضية إمكانية أن يستفتي الرئيس الشعب بما يراه مناسبًا دون أن يحق للمحكمة الدستورية الاعتراض على مخالفة القضية المطروحة للدستور، تعتبر من القضايا البارزة، فمن الممكن أن يستفتي الرئيس بنزع الجنسية عن قومية أو طائفة معينة أو أن يتنازل عن أرض سوريّة دون أن تتمكن المحكمة أو أي سلطة دستورية الاعتراض على الاستفتاء. كما انتقد كون الرئيس هو المعين لجميع الموظفين المدنيين والعسكريين في الدولة، وانتقد عدم تقوية صلاحيات مجلس الشعب بمنحه الحصانة من الحل كما هو معمول في الأنظمة الرئاسية، وجعل الحكومة مسؤولة أمامه مباشرة عن طريق منح الثقة لها أو المصادقة على تعيين الوزراء.
من الأمور التي انتقدت أيضًا تخصيص نصف مقاعد مجلس الشعب للعمال والفلاحين، وعدم الاعتراف بالكردية لغة ثانية أو رسميّة في مناطق أكثريتها إلى جانب اللغات الأخرى للأقليات في مناطق أكثريتها، وذهب البعض إلا أن البعث «يستنسخ نفسه» سيّما مع القسم الرئاسي الذي ينصّ على كون الرئيس يسعى لتحقيق «الوحدة العربية» والمقدمة الواردة في ذاتها في دستور 1973 والتي تفتح بأن «الأمة العربية استطاعت أن تنهض بدور عظيم في بناء الحضارة الإنسانية عندما كانت موحدة»، كما أنه لم يحدد واجبات الحصول على الجنسية السورية ولم يحدد من هم السوريين تاركًا للمشترع تحديدها.

## ما بعد دستور 2012
تم خلال مؤتمر الحوار الذي أقيم في مدينة سوتشي الروسية بتاريخ 30 كانون الثاني / يناير 2018 الاتفاق على تأسيس لجنة لإعادة كتابة الدستور ولم يتم فعليا تشكيل هذه اللجنة إلا بعد مرور حوالي عامين حيث تم تشكيل لجنة مكونة من 150 شخص موزعة بالتساوي بين 50 ممثل يختارهم الحكومة السورية، و50 ممثل تختارهم المعارضة، و50 شخص يختارهم المبعوث الأممي إلى سورية غير بيدرسون من هيئات المجتمع المدني. اجتمعت لأول مرة في 30 تشرين الأول / أكتوبر 2019 وذلك في العاصمة جنيف حيث حدد المبعوث الأممي غير بيدرسون أن الهدف من هذه اللجنة هو وضع دستور للسوريين من قبل السوريين. نصت اللائحة الداخلية للجنة على إيجاد تشكيل هيئة مصغرة مكونة من 45 شخصاً من أعضاء اللجنة الدستورية، ويتوزع عدد أطراف الهيئة المصغرة بالتساوي بين الحكومة والمعارضة وهيئات المجتمع المدني. يتم اتخاذ قرارات كل من اللجنة والهيئة المصغرة بعد حصولها على موافقة 75% على الأقل من الأعضاء (113 عضو في اللجنة الموسعة و34 عضو في الهيئة المصغرة) على أن يتم اعتماد مخرجات هذه اللجنة للموافقة العمومية لاعتمادها. كما نصت اللائحة الداخلية للجنة على أن يتشارك في رئاسة اللجنة ممثل عن الحكومة وتم تسمية أحمد كزبري، وممثل عن المعارضة حيث تم تسمية هادي البحرة.

## الإعلان الدستوري السوري 2025
الإعلان الدستوري السوري هو وثيقة قانونية أُعلن عنها خلال المرحلة الانتقالية في سوريا، حيث وقَّع الرئيس الانتقالي أحمد الشرع على مسوّدته في 13 مارس 2025, حدَّد الإعلان مدة المرحلة الانتقالية بخمس سنوات، معتبراً ذلك خطوة نحو تأسيس نظام سياسي جديد في البلاد.
وبحسب لجنة صياغة الإعلان الدستوري، فقد تم حصر السلطة التنفيذية بيد رئيس الجمهورية خلال هذه المرحلة لضمان سرعة اتخاذ القرارات ومواجهة أي تحديات قد تطرأ. يهدف الإعلان إلى تنظيم شؤون الحكم خلال الفترة الانتقالية، ووضع الأسس اللازمة لعملية التحول السياسي، بما يشمل الإصلاحات الدستورية والقانونية التي تهيئ لمرحلة جديدة في سوريا.

## الكتب
- وديع بشور (1994). سوريا صنع دولة وولادة أمة (ط. الأولى). دمشق، سوريا: دار اليازجي.
- يوسف الحكيم (1983). سورية والانتداب الفرنسي. بيروت، لبنان: دار النهار.
- غوردن تورري (1964). Syrian Politics and the Military, 1945-1958 [السياسة والجيش السوريان 1945 - 1958] (بالإنجليزية). دار نشر جامعة ولاية أوهايو. Archived from the original on 10 آب / أغسطس 2020. {{استشهاد بكتاب}}: تحقق من التاريخ في: |تاريخ أرشيف= (help)
- غسان محمد رشاد حداد (2007). أوراق شامية من تاريخ سورية المعاصر 1946 - 1966. مكتبة مدبولى الصغير. ISBN:9789772086276. مؤرشف من الأصل في 10 آب / أغسطس 2020. {{استشهاد بكتاب}}: تحقق من التاريخ في: |تاريخ أرشيف= (مساعدة)